# Японска тъпочовка
Японска тъпочовка (Eophona personata) е вид птица от семейство Чинкови (Fringillidae).

## Разпространение
Видът е разпространен в Китай, Макао, Русия, Северна Корея, Хонконг, Южна Корея и Япония.